# Байрамали
Байрамали (до 1992 — Байрам-Алі; туркм. Baýramaly) — місто (з 1935 року) в Марийському велаяті Туркменістану. Залізнична станція.
Населення — 88,5 тис. мешканців (2009).

## Географія
Місто розташоване в Мургабській оазі (суха дельта Мургабу), за 27 км на схід від адміністративного центру велаяту — міста Мари, за 375 км на схід від Ашгабада.
Кліматичний курорт: лікування хронічні захворювання нирок нетуберкульозного походження при відсутності порушень кровообігу. Сезон — із квітня по листопад. Літо спекотне, сухе (температура понад 30 °C), сонячних днів у році близько 290. Зима м'яка.

### Клімат
Місто знаходиться у зоні, котра характеризується кліматом тропічних степів. Найтепліший місяць — липень із середньою температурою 30 °C (86 °F). Найхолодніший місяць — січень, із середньою температурою 1.7 °С (35 °F).
| Клімат Байрамали        | Клімат Байрамали | Клімат Байрамали | Клімат Байрамали | Клімат Байрамали | Клімат Байрамали | Клімат Байрамали | Клімат Байрамали | Клімат Байрамали | Клімат Байрамали | Клімат Байрамали | Клімат Байрамали | Клімат Байрамали | Клімат Байрамали |
| Показник                | Січ.             | Лют.             | Бер.             | Квіт.            | Трав.            | Черв.            | Лип.             | Серп.            | Вер.             | Жовт.            | Лист.            | Груд.            | Рік              |
| Абсолютний максимум, °C | 28               | 31,8             | 37               | 40,5             | 50               | 50               | 47,5             | 45,7             | 44               | 39,6             | 35,2             | 29               | 50               |
| Середній максимум, °C   | 8                | 11               | 16               | 24               | 31               | 36               | 38               | 36               | 30               | 23               | 16               | 10               | 23               |
| Середня температура, °C | 2                | 4                | 9                | 17               | 23               | 28               | 30               | 27               | 22               | 15               | 8                | 4                | 15               |
| Середній мінімум, °C    | −2               | 0                | 3                | 10               | 15               | 19               | 21               | 19               | 12               | 6                | 1                | −1               | 8                |
| Абсолютний мінімум, °C  | −26,3            | −24,8            | −16,8            | −3,6             | 2,2              | 7,6              | 11,7             | 7,4              | −1,8             | −8,3             | −21,5            | −23              | −26,3            |
| Норма опадів, мм        | 34               | 25               | 38               | 26               | 14               | 1                | 0                | 0                | 1                | 4                | 15               | 28               | 186              |
| Днів з опадами          | 7,2              | 6,2              | 5,9              | 3,8              | 2,3              | 0,5              | 0,2              | 0,3              | 0,3              | 2,2              | 5,1              | 6,1              | 40,1             |
| Вологість повітря, %    | 73.5             | 67.3             | 57.7             | 51.6             | 40.6             | 31.7             | 30.3             | 29.4             | 34.7             | 46.1             | 63.1             | 72.8             | 49.9             |
| ----------------------- | ---------------- | ---------------- | ---------------- | ---------------- | ---------------- | ---------------- | ---------------- | ---------------- | ---------------- | ---------------- | ---------------- | ---------------- | ---------------- |
| Джерело: Weatherbase    |                  |                  |                  |                  |                  |                  |                  |                  |                  |                  |                  |                  |                  |

## Населення
| рік                     | 1969 | 1991 | 2009 |
| населення, тис. жителів | 31   | 53   | 88,5 |

## Економіка
Підприємства бавовноочисної, харчової і промисловості будматеріалів. У районі Байрамали ведеться видобуток природного газу.

## Визначні пам'ятки
- Поблизу Байрамали розташовані руїни древнього Мерва.
- За 28 км до півночі сирцевий мавзолей Худай-назар-овлія (початок XII століття).